# Petrin
Petrin je priimek več znanih Slovencev ali Hrvatov:
- Aleš Petrin - "Čevl" (1969 - 2006), alpinist
- Ernest Petrin (1920 - 1984), radijski novinar, urednik
- Jurij (Jure) Petrin (*1956), zdravnik internist
- Maja Petrin (1972 - 2014), hrvaška igralka
- Tea Petrin (1944 - 2023), ekonomistka, univ. profesorica in političarka
- Živa Petrin, veslačica